# Acte administratif unilatéral
L'acte administratif unilatéral (AAU) (ou décision administrative) est avec le contrat administratif l'un des moyens juridiques dont dispose l'administration. Il s'agit d'un acte juridique accompli unilatéralement par une autorité administrative dans l'exercice d'un pouvoir administratif qui s'impose à ses destinataires sans leur consentement

## Droit par pays

### Canada
Des sources gouvernementales canadiennes et québécoises définissent certains types de décisions gouvernementales comme étant des actes administratifs unilatéraux. Ainsi :
- l'arrêté  (anglais : order) est défini comme étant un « Acte administratif unilatéral, pris par certaines autorités administratives individuelles »[1]. Le terme « arrêté en conseil » a été remplacé par « décret » dans la législation québécoise. Seuls les ministres ont le pouvoir de prendre des arrêtés[2],[3].
- le règlement est défini comme étant un « acte administratif unilatéral, à caractère général et impersonnel, pris pour l'application d'une loi en vertu d'une habilitation législative »[4].

La professeure de droit Lucie Lauzière observe que « l’on qualifie le règlement d’acte administratif quasi unilatéral de l’État, par opposition à l’acte législatif que constitue la loi ».

### France
En droit français, les éléments constitutifs de l'acte administratif unilatéral sont 1) la volonté unilatérale et 2) un acte émanant d'une autorité administrative dans l'exercice d'un pouvoir administratif. Le caractère unilatéral n’implique pas que l’acte administratif émane d’une seule personne, mais que ses destinataires ne prennent pas part à son adoption. Le second élément constitutif signifie que l’autorité qui accomplit l'AAU doit appartenir à l’administration et agir dans le cadre administratif, ce qui entraîne trois types d'exclusions (exclusion des actes des autorités étatiques non-administratives, exclusion des actes de la personne publique qui relèvent du droit privé, exclusion des actes des autorités du pouvoir exécutif lorsque celles-ci n’exercent pas un pouvoir administratif),.